# Bernard Chanda
Bernard Chanda   (Luanshya, 1952 - Zàmbia, 16 de maig de 1993) és un exfutbolista zambià de la dècada de 1970.
Fou internacional amb la selecció de futbol de Zàmbia.
Pel que fa a clubs, destacà a Mufulira Wanderers FC i Rokana United.
Equips entrenats:
- 1983–1984: Mutondo Stars F.C.
- 1985: Gaborone United F.C.
- 1986–1988: Kafue Textiles F.C.
- 1988–1991: Roan United F.C.
- 1991–1993: Ndola Lime F.C.